# فروع لوزية للعصب البلعومي اللساني
الفروع اللوزية للعصب البلعومي اللساني هي صغير للعصب البلعومي اللساني تغذي اللوزة الحنكية وتشكل حولها ضفيرة يخرج منها أفرع صغيرة تغذي الحنك الرخو وبرزخ الحلق حيث موضع انضمامها للعصب الفكي العلوي.